# Salomon Abas
Salomon „Sal“ Abas, Pseudonym James Wilton (* 28. April 1900 in Amsterdam, Nordholland, Niederlande; † 2. Juli 1943 im Vernichtungslager Sobibor) war ein niederländischer Violinist, Dirigent und Komponist.

## Leben

### Familie und Kindheit in Amsterdam
Salomon Abas Eltern waren der in Amsterdam geborene und in Auschwitz gestorbene jüdische Diamantschleifer Jacob Abas (1869–1942) und seine Frau Klara Abas (1871–1929). Sein Bruder war der Geiger und Dirigent Nathan Abas. Beide hatten noch drei weitere Geschwister. Salomon Abas spielte verschiedene Musikinstrumente wie Klavier, Violine und Oboe.  Einen längeren Aufenthalt im Ausland nutzte er zum Studium des Dirigierens. 

### 1921 bis 1939
1921 hielt er sich in Semarang in Niederländisch-Indien auf. Er war Kapellmeister des Orchesters des Smabers-Restaurant und verfasste dort erste Kompositionen.  Am 10. Dezember 1921 gab er sein offizielles Abschiedskonzert mit dem Smabers-Ensemble. Mit der SS Koningin der Nederlanden verließ er am 15. Dezember 1921 von Batavia aus Niederländisch-Indien in Richtung Genua. 1924 war er wieder in Amsterdam. Er machte in Kinos Musik zu Stummfilmen. So begleitete er im Oktober 1924 mit anderen Musikern als James Wilton en de zijnen im Kino Centraal, Nieuwendijk 67 in Amsterdam, den Film Peter der Große mit Emil Jannings. Am 25. Oktober 1924 führte die Sociëteit Veenlust, Veendam die Operette in vier Akten mit Vorspiel Het circuskind mit der Musik von N. J. Cresé und James Wilton auf. Am 12. November 1924 heiratete er Henderika Henny Goudsmit (1898–1946). Die Hochzeitszeremonie fand in der Synagoge von Zandvoort statt. Ab Januar 1925 spielte er im Lichtspieltheater Scala in der Kruiskade in Rotterdam. Im Juli 1925 wurde im Scala der Film Hannele's Hemelvaart [Hanneles Himmelfahrt] aufgeführt. Abas leitete die Musik zum Film, dabei wurde ein großer Kinderchor mit Solosängern eingesetzt.  Am 16. März 1927 wurde Abas von Henderika Goudsmit geschieden. Am 30. Juni 1927 heiratete er die am 14. Juni 1901 in Gelsenkirchen geborene Friederike Maria Lubomiersky in Hamburg.  Am 18. November 1931, dem Buß- und Bettag des Jahres, fand im Saal des Hotels Esplanade in Hamburg ein Konzert zugunsten der Winterhilfe statt. Es spielte das Orchester des Reichsverbandes deutscher Musiker. Die Leitung hatte Kapellmeister James Wilton. Neben der Egmont-Ouvertüre von Ludwig van Beethoven wurde unter anderem die Unvollendete von Franz Schubert aufgeführt. Von seiner  zweiten Frau Friederike wurde er am 29. Dezember 1931 in Hamburg geschieden. Im Ballhaus Trichter auf der Reeperbahn spielte er 1932 mit seinen Jazzsinfonikern, so im Mai mit der Revue Maienfieber und im August mit der Revue Vision der Technik. Am 15. November begleitete er im Café Heinze am Millerntor einen Tanztee. Abas war auch im Rundfunk zu hören. So wurde am 22. November 1932 um 17.55 Uhr bei den Sendern der Nordische Rundfunk AG NORAG ein Tanztee mit der Kapelle James Wilton gesendet. Es wirkte auch die in Berlin geborene Pianistin Franziska Schotter (* 1908) an der Orgel mit, die er am 18. Mai des Jahres in Hamburg geheiratet hatte. Im Juli 1933 leitete er in der Hollandsche Schouwburg in Amsterdam das Orchester bei den Aufführungen der Revue Hier Parkeeren, zu der er die Musik arrangiert hatte. Im Herbst 1933 war er Kapellmeister des Orchesters des Astoria-Theaters in Dordrecht. 1936 ging er mit seinem Tanzorchester auf Tournee durch die  Niederlande. Ab Januar 1936 machte er im Cafe Limburgia in Heerlen Tanzmusik mit seiner Formation Musical Ladies. Im Oktober 1936 spielte er im Café-Restaurant Centraal-National in Arnhem mit den Musical Ladies. Am 1. November spielte er mit seinem Tanzorchester im Café-Restaurant Du Commerce in Haarlem. An Ostern 1938 spielte er  mit seinem Orchester im Feestgebouw Gulden Vlies in Alkmaar. Im Dezember 1939 spielte er mit dem Orchestre James Wilton im Hotel Schiller am Rembrandtplein in Amsterdam.

### Zeit nach 1939
Salomon Abas war Dirigent des Nieuw Amsterdams Kamerorkest [Neues Amsterdamer Kammerorchester]. Er leitete das Orchester beim Zweiten Sommerkonzert des Handwerks Vriendenkring am 16. Juli 1941 mit den Solisten Frieda van Hessen (* 1915) und Justus Bonn (1917–1978)  und beim dritten Sommerkonzert am 24. August 1941 mit den Solisten Judith Toff (1907–1943) und Hermann Schey (1895–1981).  Das erste Abonnementkonzert am 19. Oktober 1941 im Großen Saal der Handwerks Vriendenkring mit der Sopranistin Lotte Medak (1917–1978) fand auch unter seiner Leitung statt. Danach wurde das Orchester in Nieuw Joods Kamerorkest [Neues jüdisches Kammerorchester] N.J.K.O.umbenannt. Diesen Namen führte das Orchester schon im dritten Abonnementskonzert am 24. November 1941. Beim siebten Abonnementskonzert in der Joodse Schouwburg am 19. Januar spielte seine Frau Franziska Schotter den solistischen Klavierpart der Rhapsody in Blue. Von ihr wurde er am 24. Februar 1942 in 's Gravenhage geschieden. Am 16. Juni 1943 wurde er mit dem 16. Transport nach Sobibor gebracht. Bei der Ankunft am 2. Juli 1943 in Sobibor wurde er getötet.

## Werke (Auswahl)
Salomon Abas schuf verschiedene Werke im Bereich der leichten Musik, aber auch Werke für ein Konzertpublikum hat er geschaffen, die vom N.J.K.O. aufgeführt wurden. Als Komponist veröffentlichte er seine Werke unter dem Pseudonym James Wilton.
- Voetbalmarsch [Fußballmarsch].  Das Werk wurde im Rahmen einer Stadtmeisterschaft im Mai 1921 in Semarang aufgeführt. Gewidmet war der Marsch dem Indischen Voetbal N.I.N.B..[5]
- Wapenmarsch, Marche militaire. Das Werk wurde am 14. 15. und 16. September 1921 in Semarang aufgeführt und war zu Ehren des dortigen Generalgouverneurs komponiert worden.[4]
- Trippy op. 14 für Klavier,  the newest American dance and a popular song without words [der neueste amerikanische Tanz und ein beliebtes Lied ohne Worte], 1923 in Amsterdam bei Alsbach publiziert OCLC 71486879 (niederländisch)
- Nizette, Serenata op. 15 für Klavier, 1923 in Amsterdam bei Alsbach publiziert OCLC 71486881 (niederländisch)
- Novelty op. 16 für Klavier, the latest Shimmy [der neueste Shimmy], 1923 in Amsterdam bei Alsbach publiziert OCLC 71486882 (niederländisch)
- Loreley-Blues, 1924[46]
- Het Circuskind [Das Zirkuskind], Operette in vier Akten mit Vorspiel. Die  Sociëteit Veenlust, Veendam führte diese Operette am 29. Oktober 1924 in Veendam auf. Es spielten die Nederlandsche Tooneel- en Operette Spelers unter der Leitung von Jos. Mastenbroeck.[10]
- Olympiade, Marche triumphale.[47]
- Ruhrmädel, Marschlied. Das Lied wurde am 18. November 1929 im Radio Wien in der Sendung Nachmittagskonzert zwischen  16.00 Uhr  und 17.40 Uhr in einer Aufführung vom Quartett Silving gesendet.[48][49]
- Tamboer-majoor marsch für Klavier, in Amsterdam bei Alsbach publiziert OCLC 71486884 (niederländisch)
- Hier Parkeeren [Hier parken], Große Revue. Die Uraufführung fand am 15. Juli 1933 in der Hollandsche Schouwburg unter der Leitung des Schauspielers Alex de Meester (1891–1957) und des Tänzers Luigi di Fraën, dessen Di-Fraën-Ballett mitwirkte, statt.[25][26] Abas arrangierte die Musik und spielte bei den Aufführung mit seinem Orchester.[27][28][29]
- Blijft Nederlander!, 1933. Dieses patriotisches Lied widmete Abas der niederländischen Königin, die die Widmung auch angenommen hatte.[50]
- Serenata barocca[51]